# Welterbe in Uganda

Zum Welterbe in Uganda gehören (Stand 2016) drei UNESCO-Welterbestätten, darunter eine Stätte des Weltkulturerbes und zwei Stätten des Weltnaturerbes. Der afrikanische Binnenstaat Uganda ist der Welterbekonvention 1987 beigetreten, als die beiden ersten Welterbestätte wurden 1994 der Nationalpark Bwindi-Urwald und der Nationalpark Ruwenzori-Gebirge in die Welterbeliste aufgenommen. Als bislang letzte Welterbestätte in Uganda wurden 2001 die Gräber der Buganda-Könige in Kasubi eingetragen.

## Welterbestätten
Diese Tabelle listet die UNESCO-Welterbestätten in Uganda in chronologischer Reihenfolge nach dem Jahr ihrer Aufnahme in die Welterbeliste (K – Kulturerbe, N – Naturerbe, K/N – gemischt, (G) – auf der Liste des gefährdeten Welterbes).
| Bild             | Bezeichnung                                | Jahr | Typ | Ref. | Beschreibung                                                                                        |
| ---------------- | ------------------------------------------ | ---- | --- | ---- | --------------------------------------------------------------------------------------------------- |
| (weitere Bilder) | Nationalpark Bwindi-Urwald (Lage)          | 1994 | N   | 682  | |
| (weitere Bilder) | Nationalpark Ruwenzori-Gebirge (Lage)      | 1994 | N   | 684  | |
| (weitere Bilder) | Gräber der Buganda-Könige in Kasubi (Lage) | 2001 | K   | 1022 | Stätte stand aufgrund eines Feuers von 2010 bis 2023 auf der Roten Liste des gefährdeten Welterbes. |

## Tentativliste
In der Tentativliste sind die Stätten eingetragen, die für eine Nominierung zur Aufnahme in die Welterbeliste vorgesehen sind.

### Aktuelle Welterbekandidaten
Derzeit (2023) sind fünf Stätten in der Tentativliste von Uganda eingetragen, die letzte Eintragung erfolgte 2007. Die folgende Tabelle listet die Stätten in chronologischer Reihenfolge nach dem Jahr ihrer Aufnahme in die Tentativliste.
| Bild                                                                                      | Bezeichnung                                                                                      | Jahr | Typ | Ref. | Beschreibung                                                                                   |
| ----------------------------------------------------------------------------------------- | ------------------------------------------------------------------------------------------------ | ---- | --- | ---- | ---------------------------------------------------------------------------------------------- |
| BW                                                                                        | Bigo Bya Mugenyi (Lage)                                                                          | 1997 | K   | 911  |                                                                                                |
| BW                                                                                        | Kibiro (Lage)                                                                                    | 1997 | K   | 912  | Die traditionelle Salzherstellung im Dorf Kibiro am Albertsee reicht 800 bis 900 Jahre zurück. |
| BW                                                                                        | Ntusi (Lage)                                                                                     | 1997 | K   | 913  | Grabhügel aus dem 10. bis 15. Jahrhundert                                                      |
| Felsmalereien von Nyero und andere Felsbildkunstplätze der Jäger und Sammler in Ostuganda | Felsmalereien von Nyero und andere Felsbildkunstplätze der Jäger und Sammler in Ostuganda (Lage) | 1997 | K   | 914  |                                                                                                |
| Mgahinga-Gorilla-Nationalpark                                                             | Mgahinga-Gorilla-Nationalpark (Lage)                                                             | 2007 | N   | 5099 |                                                                                                |

### Ehemalige Welterbekandidaten
Diese Stätten standen früher auf der Tentativliste, wurden jedoch wieder zurückgezogen oder von der UNESCO abgelehnt. Stätten, die in anderen Einträgen auf der Tentativliste enthalten oder Bestandteile von Welterbestätten sind, werden hier nicht berücksichtigt.
| Bild                         | Bezeichnung                         | Jahr      | Typ | Ref. | Beschreibung |
| ---------------------------- | ----------------------------------- | --------- | --- | ---- | ------------ |
| Murchison-Falls-Nationalpark | Murchison-Falls-Nationalpark (Lage) | 1994–1994 | N   | 683  |              |